# Mangora strenua
Mangora strenua är en spindelart som först beskrevs av Eugen von Keyserling 1893.  Mangora strenua ingår i släktet Mangora och familjen hjulspindlar. Inga underarter finns listade i Catalogue of Life.